# Juan Fernández (kommun i Chile)
Juan Fernández är en kommun i Chile.   Den ligger i provinsen Provincia de Valparaíso och regionen Región de Valparaíso, i den sydvästra delen av landet, 800 km väster om huvudstaden Santiago de Chile.
Trakten runt Juan Fernández är nära nog obefolkad, med mindre än två invånare per kvadratkilometer.